# Tillandsia schiedeana
Tillandsia schiedeana es una especie de planta epífita dentro del género  Tillandsia, perteneciente a la familia de las bromeliáceas. Es originaria de América.

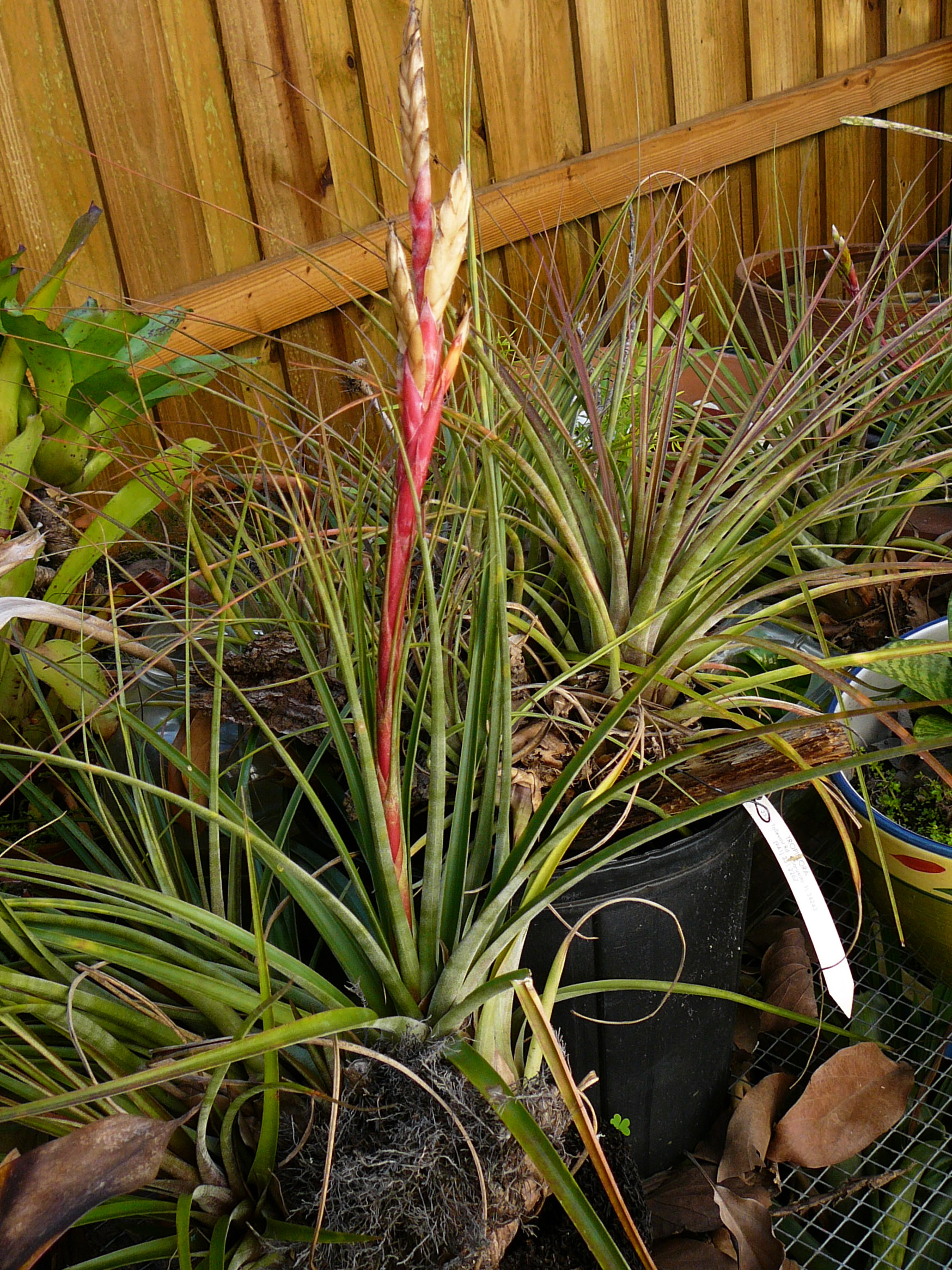
Vista de la planta

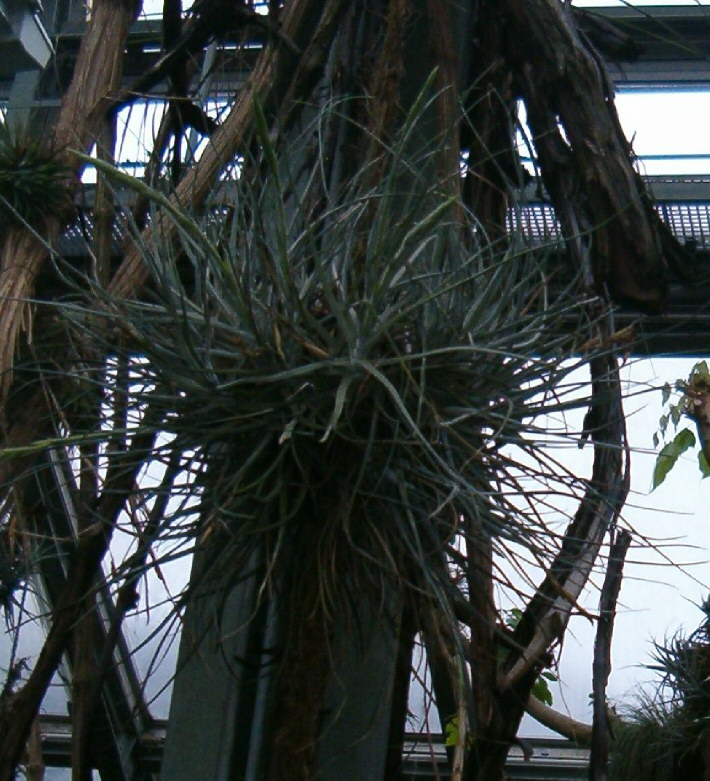
En su hábitat

## Descripción
Son plantas epífitas o saxícolas, caulescentes, que alcanzan un tamaño de 12–22 (–35) cm de alto; tallo de hasta 10 (–20) cm de alto. Hojas de 9–17 cm de largo; vainas estrechamente abrazadoras, indumento cinéreo- a café pálido-lepidoto patente; láminas angostamente triangulares a subfiliformes, 2–6 mm de ancho, indumento café pálido- a cinéreo-lepidoto denso, patente. Escapo 4–9 (–13) cm de largo, brácteas imbricadas; inflorescencia simple 1–5 (–9) cm de largo, con 1–2 (–6) flores dísticas, brácteas florales 1.4–2.8 (–3.9) cm de largo, imbricadas, ocultando a los sépalos, ecarinadas, nervadas, glabras a densamente lepidotas, cartáceas a membranáceas, flores sésiles o con pedicelos 2.5 mm de largo; sépalos 1.4–1.8 cm de largo, los 2 posteriores carinados y connados hasta 1 cm de su longitud, libres del sépalo anterior; pétalos amarillos. Cápsulas 3–3.5 cm de largo.

## Distribución y hábitat
Es una especie común que se encuentra en pluvioselvas, bosques muy húmedos, bosques secos estacionalesa una altitud de 50–1100 (–1800) m; fl ene–may, fr todo el año; desde México, Nicaragua, Venezuela, Colombia y en las Antillas.

## Cultivares
- Tillandsia 'Bruce Aldridge'[7]
- Tillandsia 'Candela'[7]
- Tillandsia 'Jack Staub'[7]
- Tillandsia 'Laurie'[7]
- Tillandsia 'Little Star'[7]
- Tillandsia 'Peltry Jellyfish'[7]
- Tillandsia 'Pixie'[7]
- Tillandsia 'Starburst'[7]
- Tillandsia 'Tiki Torch'[7]
- Tillandsia 'Tooshi'[7]

## Taxonomía
Tillandsia schiedeana fue descrita por Ernst Gottlieb von Steudel y publicado en Nomenclator Botanicus. Editio secunda 2: 688. 1841.
Etimología
Tillandsia: nombre genérico que fue nombrado por Carlos Linneo en 1738 en honor al médico y botánico finlandés Dr. Elias Tillandz (originalmente Tillander) (1640-1693).
schiedeana: epíteto otorgado en honor del botánico Christian Julius Schiede.
Sinonimia
- Tillandsia eggersii Baker
- Tillandsia flavescens M.Martens & Galeotti
- Tillandsia grisebachii Baker
- Tillandsia schiedeana subsp. schiedeana
- Tillandsia vestita Schltdl. & Cham.[8][9]